# Дейлем (шахрестан)
Дейле́м (перс. شهرستان دیلم‎) — одна из 9 областей (шахрестанов) иранской провинции Бушир. Административный центр — город Бендер-э-Дейлем.
В состав шахрестана входят районы (бахши):
- Меркези (центральный) (بخش مرکزی)
- Имам Хасан (بخش امام حسن)

Население области на 2006 год составляло 29 079 человек.

## Населённые пункты
| Русское название  | Оригинальное название (фарси) | Население, чел. (2006) |
| ----------------- | ----------------------------- | ---------------------- |
| Бендер-э-Дейлем   | بندر دیلم                     | 19 829                 |
| Имам Хасан        | امام حسن                      | 2 156                  |
| Сиамекан-э-Бозорг | سياه مكان بزرگ                | 824                    |
| Хешар             | حصار                          | 806                    |